# Erik ten Hag
Erik ten Hag (Haaksbergen, 2 de febrero de 1970) es un exfutbolista y entrenador de fútbol neerlandés. Como entrenador, actualmente dirige al Bayer Leverkusen de la Bundesliga de Alemania.
Ten Hag jugó como defensa central y comenzó su carrera en el club FC Twente de la Eredivisie. Se incorporó al De Graafschap en 1990 y ganó la Eerste Divisie en su primera temporada. Se reincorporó al Twente en 1992 y fue transferido al RKC Waalwijk dos años después, donde permaneció una temporada antes de fichar por el FC Utrecht en 1995. Ten Hag regresó al Twente por tercera vez en 1996, donde ganó la Copa KNVB en 2001. Se retiró en 2002, a los 32 años de edad.
Comenzó su carrera como entrenador en 2012 en Go Ahead Eagles, donde llevó al club al ascenso a la Eredivisie en su temporada de debut. Luego se unió al Bayern Munich II en 2013, logrando el ascenso a la Regionalliga Bayern en 2014. Regresó a los Países Bajos en 2015 como entrenador en jefe y director deportivo en Utrecht. Se unió al Ajax de Amsterdam en 2018, donde ganó tres títulos de la Eredivisie, dos Copas KNVB y llevó al equipo a las semifinales de la UEFA Champions League 2018-19. En 2022, fue nombrado entrenador del Manchester United. En sus dos primeras temporadas con el club, el United ganó la Copa EFL y la Copa FA. El 28 de octubre de 2024, fue despedido como entrenador después de que el Manchester United perdiera ante el West Ham United el día anterior.

## Trayectoria
Desarrolló su carrera futbolística en clubes de los Países Bajos, como FC Twente (donde jugaría en tres períodos distintos), De Graafschap, RKC Waalwijk y FC Utrecht. En 2002, colgaría las botas en el FC Twente.

## Como técnico
Empezó en el mundo de los banquillos en el filial del FC Twente y más tarde, por el cuerpo técnico del PSV como ayudante de Fred Rutten, pero su gran trabajo llegó con el Go Ahead Eagles, a quien ascendió a la Eredivisie. 
En 2013, se marcha a Alemania para trabajar en el filial del Bayern Múnich durante los dos primeros años de Pep Guardiola. 
En temporada y media en el FC Utrecht consiguió 56 victorias, 25 empates y 30 derrotas.

### Ajax de Ámsterdam
Erik ten Hag llegó en diciembre de 2017 al Ajax tras dejar el FC Utrecht a mitad de temporada, ya que la apuesta por Marcel Keizer tras la marcha de Peter Bosz había salido realmente mala (fuera de Europa y de Copa en diciembre). En su recorrido en esa institución, Ten Hag construyó equipos que desplegaban un fútbol total que rememoraba el estilo de juego de Johan Cruyff.
Realiza una gran temporada 2018-19, llegando a las semifinales de la Liga de Campeones, eliminando en los octavos y cuartos de final al Real Madrid y a la Juventus FC, respectivamente.
El 21 de abril de 2022, se anunció que a partir de julio de dicho año dejaba el Ajax para ser entrenador del Manchester United.

### Manchester United
Tras 25 partidos dirigidos con el conjunto inglés, se convierte en el primer entrenador de toda la historia del Manchester United en conseguir 18 victorias, presentando un avance positivo en el proyecto deportivo del entrenador neerlandés.
El 21 de abril de 2022, Ten Hag fue nombrado entrenador del Manchester United a partir del final de la temporada 2021-2022 hasta junio de 2025, con opción de prórroga por un año más. Mitchell van der Gaag y Steve McClaren más tarde fueron revelados como parte de su cuerpo técnico. El 16 de mayo de 2022, se confirmó que Ten Hag había dejado su cargo en el Ajax para comenzar sus preparativos como entrenador del Manchester United para la temporada 2022-2023, comenzando así de manera anticipada la pretemporada con el equipo inglés.
Ten Hag perdió su primer partido por Premier League, 2-1 en casa ante el Brighton & Hove Albion el 7 de agosto de 2022. Tras una derrota 4-0 fuera de casa ante Brentford el 13 de agosto de 2022, en su segundo partido de la Premier League, Ten Hag se convirtió en el primer director técnico del Manchester United desde John Chapman en 1921 en perder sus dos primeros partidos al cargo. El 22 de agosto de 2022, Ten Hag ganó su primer partido oficial como entrenador del club, en una victoria 2-1 contra el Liverpool en Old Trafford. Esta fue la primera victoria del United por liga contra el Liverpool desde marzo de 2018. El 11 de enero de 2023, el Manchester United venció 3-0 a Charlton Athletic por la Copa EFL, partido en el que Ten Hag se convirtió en el entrenador que más rápido alcanzó un registro de 20 victorias oficiales con el club, al lograr el récord en 27 partidos.  
El 26 de febrero, el equipo de Ten Hag venció al Newcastle United 2-0 para ganar la Copa EFL, ganado su primer trofeo desde 2017. Sin embargo, en su primer partido de liga después de levantar el trofeo, el equipo de Ten Hag perdió un récord de 7-0 en Anfield, hogar de sus rivales del Liverpool. Fue la derrota más dura en la historia de ese partido, así como la derrota conjunta más dura del United y la primera vez que concedieron siete goles desde 1931. Así mismo el equipo de Ten Hag perdió contra el Sevilla Fútbol Club 3-0 en el Estadio Ramón Sánchez-Pizjuán después de haber empatado en la ida 2-2 con los 2 primeros goles en el minuto 14 y 21 a favor de Marcel Sabitzer en Old Trafford dejando con un global de 5-2 quedando eliminados de los cuartos de final de la Liga Europa de la UEFA. 
El 23 de abril el equipo de Ten Hag ganando en la tanda de penaltis contra el Brighton & Hove Albion Football Club ganándole 7-6 tras un empate de 0-0 para clasificarse para la final de FA Cup quienes jugaron contra el Manchester City Football Club el día 3 de Junio en el Estadio de Wembley.
El 28 de mayo, el equipo de Ten Hag venció 2-1 al Fulham Football Club en Old Trafford para clasificar al Manchester United a la Champions League tras su ausencia en la temporada 2022-23, dejándolos en el 3er lugar con 75 puntos de la Premier League. 
El 3 de mayo, el equipo de Ten Hag jugó el partido final contra el Manchester City en el estadio de Wembley, perdiendo 2-1 contra los Sky Blues, quedando subcampeones de la FA Cup.
El 1 de noviembre del 2023, el equipo de Ten Hag Pierde en octavos de final de la EFL Cup  0 a 3 a manos del Newcastle United Football Club en Old Trafford Recordemos que en la edición pasada de la copa Manchester United ganaría la EFL Cup al mismo equipo por resultado de 2-0.
El 4 de noviembre del 2023 el equipo de Ten Hag vence 0-1 al Fulham Football Club por la Premier League,con esta victoria luego de 118 años, Ten Hag igualó el récord del Ernest Mangnall, ex entrenador del Manchester United. Al conseguir 50 victorias en la menor cantidad de partidos (79) en las diversas competiciones.
El 25 de mayo del 2024, el equipo de Ten Hag jugó el partido final contra el Manchester City en el estadio de Wembley, ganando 2-1 contra los Sky Blues, quedando campeones de la FA Cup clasificando a la Liga Europa de la UEFA después de haber quedado en 8vo puesto de la Premier League.
El 28 de octubre de 2024, tras disputarse la jornada 9 fue despedido de su cargo en el Manchester United después de un mal comienzo de temporada donde su equipo ya estaba a 12 puntos del liderato.

### Bayer Leverkusen
El 24 de mayo de 2025, fue nombrado entrenador del Bayer Leverkusen hasta junio de 2027, con opción a extenderlo por un año más.

## Clubes y estadísticas

### Como jugador
| Club          | País         | Año       | PJ  | G  | A  |
| ------------- | ------------ | --------- | --- | -- | -- |
| FC Twente     | Países Bajos | 1989-1990 | 13  | 0  | 0  |
| De Graafschap | Países Bajos | 1990-1992 | 17  | 1  | 0  |
| FC Twente     | Países Bajos | 1992-1994 | 46  | 2  | 0  |
| RKC Waalwijk  | Países Bajos | 1994-1995 | 31  | 2  | 0  |
| FC Utrecht    | Países Bajos | 1995-1996 | 30  | 2  | 0  |
| FC Twente     | Países Bajos | 1996-2002 | 175 | 3  | 10 |
| Total         | Total        | Total     | 312 | 10 | 10 |

### Como entrenador
| Equipo                         | Div.                | Temporada           | Liga  | Liga | Liga | Liga | Liga |       | Copa | Copa | Copa | Copa  |    | Internacional | Internacional | Internacional | Internacional | Internacional |   | Otros | Otros | Otros | Otros |     | Totales     | Totales | Totales | Totales | Totales | Totales | Totales | Totales |
| Equipo                         | Div.                | Temporada           | Part. | G    | E    | P    | Pos. | Part. | G    | E    | P    | Part. | G  | E             | P             | Pos.          | Part.         | G             | E | P     | Part. | G     | E     | P   | Rendimiento | GF      | GC      | Dif.    |         |         |         |         |
| ------------------------------ | ------------------- | ------------------- | ----- | ---- | ---- | ---- | ---- | ----- | ---- | ---- | ---- | ----- | -- | ------------- | ------------- | ------------- | ------------- | ------------- | - | ----- | ----- | ----- | ----- | --- | ----------- | ------- | ------- | ------- | ------- | ------- | ------- | ------- |
| Go Ahead Eagles · Países Bajos | 2.ª                 | 2012-13             | 30    | 13   | 9    | 8    | 6.º  | 3     | 1    | 1    | 1    | -     | -  | -             | -             | -             | 6             | 4             | 1 | 1     | 39    | 18    | 11    | 10  | 55.55%      | 82      | 57      | +25     |         |         |         |         |
| Go Ahead Eagles · Países Bajos | Total               | Total               | 30    | 13   | 9    | 8    | -    | 3     | 1    | 1    | 1    | -     | -  | -             | -             | -             | 6             | 4             | 1 | 1     | 39    | 18    | 11    | 10  | 55.55%      | 82      | 57      | +25     |         |         |         |         |
| Bayern Múnich II · Alemania    | 4.ª                 | 2013-14             | 36    | 25   | 4    | 7    | 1.º  | -     | -    | -    | -    | -     | -  | -             | -             | -             | 2             | 1             | 0 | 1     | 38    | 26    | 4     | 8   | 71.93%      | 96      | 33      | +63     |         |         |         |         |
| Bayern Múnich II · Alemania    | 4.ª                 | 2014-15             | 34    | 22   | 6    | 6    | 2.º  | -     | -    | -    | -    | -     | -  | -             | -             | -             | -             | -             | - | -     | 34    | 22    | 6     | 6   | 70.59%      | 60      | 28      | +32     |         |         |         |         |
| Bayern Múnich II · Alemania    | Total               | Total               | 70    | 47   | 10   | 13   | -    | -     | -    | -    | -    | -     | -  | -             | -             | -             | 2             | 1             | 0 | 1     | 72    | 48    | 10    | 14  | 71.3%       | 156     | 61      | +95     |         |         |         |         |
| Utrecht · Países Bajos         | 1.ª                 | 2015-16             | 34    | 15   | 8    | 11   | 5.º  | 6     | 5    | 0    | 1    | -     | -  | -             | -             | -             | 4             | 1             | 2 | 1     | 44    | 21    | 10    | 13  | 55.31%      | 82      | 59      | +23     |         |         |         |         |
| Utrecht · Países Bajos         | 1.ª                 | 2016-17             | 34    | 18   | 8    | 8    | 4.º  | 4     | 3    | 1    | 0    | -     | -  | -             | -             | -             | 4             | 3             | 0 | 1     | 42    | 24    | 9     | 9   | 64.28%      | 70      | 27      | +43     |         |         |         |         |
| Utrecht · Países Bajos         | 1.ª                 | 2017-18             | 17    | 8    | 4    | 5    | Inc. | 2     | 1    | 0    | 1    | 6     | 2  | 3             | 1             | 4ªR           | -             | -             | - | -     | 25    | 11    | 7     | 7   | 53.33%      | 40      | 36      | +4      |         |         |         |         |
| Utrecht · Países Bajos         | Total               | Total               | 85    | 41   | 20   | 24   | -    | 12    | 9    | 1    | 2    | 6     | 2  | 3             | 1             | -             | 8             | 4             | 2 | 2     | 111   | 56    | 26    | 29  | 58.26%      | 192     | 122     | +70     |         |         |         |         |
| Ajax · Países Bajos            | 1.ª                 | 2017-18             | 16    | 12   | 2    | 2    | 2.º  | -     | -    | -    | -    | -     | -  | -             | -             | -             | -             | -             | - | -     | 16    | 12    | 2     | 2   | 79.17%      | 35      | 16      | +19     |         |         |         |         |
| Ajax · Países Bajos            | 1.ª                 | 2018-19             | 34    | 28   | 2    | 4    | 1.º  | 6     | 5    | 1    | 0    | 18    | 10 | 6             | 2             | 1/2           | -             | -             | - | -     | 58    | 43    | 9     | 6   | 79.31%      | 175     | 51      | +124    |         |         |         |         |
| Ajax · Países Bajos            | 1.ª                 | 2019-20             | 25    | 18   | 2    | 5    | Null | 4     | 3    | 0    | 1    | 12    | 6  | 3             | 3             | 1/8           | 1             | 1             | 0 | 0     | 42    | 28    | 5     | 9   | 70.64%      | 105     | 41      | +64     |         |         |         |         |
| Ajax · Países Bajos            | 1.ª                 | 2020-21             | 34    | 28   | 4    | 2    | 1.º  | 5     | 5    | 0    | 0    | 12    | 6  | 2             | 4             | 1/4           | -             | -             | - | -     | 51    | 39    | 6     | 6   | 80.39%      | 133     | 41      | +92     |         |         |         |         |
| Ajax · Países Bajos            | 1.ª                 | 2021-22             | 34    | 26   | 5    | 3    | 1.º  | 5     | 4    | 0    | 1    | 8     | 6  | 1             | 1             | 1/8           | 1             | 0             | 0 | 1     | 48    | 36    | 6     | 6   | 79.17%      | 141     | 33      | +108    |         |         |         |         |
| Ajax · Países Bajos            | Total               | Total               | 143   | 112  | 15   | 16   | -    | 20    | 17   | 1    | 2    | 50    | 28 | 12            | 10            | -             | 2             | 1             | 0 | 1     | 215   | 158   | 28    | 29  | 77.83%      | 589     | 182     | +407    |         |         |         |         |
| Manchester United Inglaterra   | 1.ª                 | 2022-23             | 38    | 23   | 6    | 9    | 3.º  | 12    | 10   | 1    | 1    | 12    | 8  | 2             | 2             | 1/4           | -             | -             | - | -     | 62    | 41    | 9     | 12  | 70.97%      | 108     | 63      | +45     |         |         |         |         |
| Manchester United Inglaterra   | 1.ª                 | 2023-24             | 38    | 18   | 6    | 14   | 8.º  | 8     | 6    | 1    | 1    | 6     | 1  | 1             | 4             | FG            | -             | -             | - | -     | 52    | 25    | 8     | 19  | 53.21%      | 88      | 85      | +3      |         |         |         |         |
| Manchester United Inglaterra   | 1.ª                 | 2024-25             | 9     | 3    | 2    | 4    | Inc. | 1     | 1    | 0    | 0    | 3     | 0  | 3             | 0             | Inc.          | 1             | 0             | 1 | 0     | 14    | 4     | 6     | 4   | 42.86%      | 21      | 17      | +4      |         |         |         |         |
| Manchester United Inglaterra   | Total               | Total               | 85    | 44   | 14   | 27   | -    | 21    | 17   | 2    | 2    | 21    | 9  | 6             | 6             | -             | 1             | 0             | 1 | 0     | 128   | 70    | 23    | 35  | 60.68%      | 217     | 165     | +52     |         |         |         |         |
| Bayer Leverkusen · Alemania    | 1.ª                 | 2025-26             | 0     | 0    | 0    | 0    | -    | 1     | 1    | 0    | 0    | 0     | 0  | 0             | 0             | -             | -             | -             | - | -     | 1     | 1     | 0     | 0   | 100%        | 4       | 0       | +4      |         |         |         |         |
| Bayer Leverkusen · Alemania    | Total               | Total               | 0     | 0    | 0    | 0    | -    | 1     | 1    | 0    | 0    | 0     | 0  | 0             | 0             | -             | -             | -             | - | -     | 1     | 1     | 0     | 0   | 100%        | 4       | 0       | +4      |         |         |         |         |
| Total en su carrera            | Total en su carrera | Total en su carrera | 413   | 257  | 68   | 88   | -    | 57    | 45   | 5    | 7    | 77    | 39 | 21            | 17            | -             | 19            | 10            | 4 | 5     | 566   | 351   | 98    | 117 | 67.78%      | 1240    | 587     | +653    |         |         |         |         |
| 1. 2. 3.                       |                     |                     |       |      |      |      |      |       |      |      |      |       |    |               |               |               |               |               |   |       |       |       |       |     |             |         |         |         |         |         |         |         |

#### Resumen por competiciones
| Competición                   | Partidos | Ganados | Empatados | Perdidos | %      | Resultado        |
| ----------------------------- | -------- | ------- | --------- | -------- | ------ | ---------------- |
| Eerste Divisie                | 36       | 17      | 10        | 9        | 56.48% | 6.º lugar        |
| Eredivisie                    | 236      | 158     | 36        | 42       | 72.03% | Campeón          |
| Copa de los Países Bajos      | 35       | 27      | 3         | 5        | 80%    | Campeón          |
| Supercopa de los Países Bajos | 2        | 1       | 0         | 1        | 50%    | Campeón          |
| Regionalliga                  | 72       | 48      | 10        | 14       | 71.3%  | Campeón          |
| Bundesliga                    | 0        | 0       | 0         | 0        | 0%     | Por disputar     |
| Copa de Alemania              | 1        | 1       | 0         | 0        | 100%   | Por disputar     |
| Premier League                | 85       | 44      | 14        | 27       | 57.25% | 3.er lugar       |
| FA Cup                        | 12       | 9       | 2         | 1        | 80.56% | Campeón          |
| EFL Cup                       | 9        | 8       | 0         | 1        | 88.89% | Campeón          |
| Community Shield              | 1        | 0       | 1         | 0        | 33.33% | Subcampeón       |
| Liga de Campeones de la UEFA  | 48       | 24      | 12        | 12       | 58.33% | Semifinales      |
| Liga Europea de la UEFA       | 29       | 15      | 9         | 5        | 62.06% | Cuartos de final |
| TOTAL                         | 566      | 351     | 98        | 117      | 67.78% | 9 Títulos        |

## Palmarés

### Como entrenador

#### Títulos nacionales
| Título                        | Club              | País         | Año  |
| ----------------------------- | ----------------- | ------------ | ---- |
| Regionalliga                  | Bayern Múnich II  | Alemania     | 2014 |
| Copa de los Países Bajos      | Ajax de Ámsterdam | Países Bajos | 2019 |
| Eredivisie                    | Ajax de Ámsterdam | Países Bajos | 2019 |
| Supercopa de los Países Bajos | Ajax de Ámsterdam | Países Bajos | 2019 |
| Eredivisie                    | Ajax de Ámsterdam | Países Bajos | 2021 |
| Copa de los Países Bajos      | Ajax de Ámsterdam | Países Bajos | 2021 |
| Eredivisie                    | Ajax de Ámsterdam | Países Bajos | 2022 |
| Copa de la Liga               | Manchester United | Inglaterra   | 2023 |
| FA Cup                        | Manchester United | Inglaterra   | 2024 |